# Мамаја
Мамаја (рум. Mamaia) је познато црноморско летовалиште и насеље у Румунији у округу Констанца.

## Географија
Налази се на превлаци између Црног мора и језера Сијутгиол дужине 8 километара и ширине око 300 метара. Познато је по плажи уз Црно море дугој 7 километара која је негде широка и око 250 метара са финим песком, а море је плитко и углавном са благим таласима карактеристичним за Црно море.
Јужно од Мамаје налази се град Констанца са којим је повезана преко булевара Мамаја који пролази дуж читавог одмаралишта, а северно се налази град Наводари са којим је повезана преко булевара Мамаја Норд. Језеро Сијутгиол, дуго 7,5 km и широко 2,5 km, одваја Мамају од града Овидију који се налази западно од насеља.
Административно Мамаја је саставно насеље града Констанце који припада округу Констанца. Налази се на надморској висини од 2 m.

## Историја
Првобитно, Мамаја је било мало приморско село које се налазило северно од данашњег одмаралишта, на месту где се налази данашњи Мамаја-Сат (у преводу Мамаја село). У селу су живели грчки и липовански рибари, румунски чобани и Татари који су чували коње. Име Мамаја потиче из периода турске владавине, када је село припадало Татарину који се звао Мамаја.
Са капацитетом од преко 20.000 смештајних места, одмаралиште је отворено 1906. године. Све до 1960-их година прошлог века, кроз летовалиште је пролазила железничка пруга на месту где се данас налази Булавар Мамаја. Мамаја је временом постала најважнија дестинација за одмор за туристе из Румуније и шире са највећим бројем туриста.

### Историјски споменици
У табели су дати заштићени историјски споменици у Мамаји од којих је једино Краљевска вила од националног значаја.
| Историјски споменик                  | Историјски споменик                  | Датирање | Локација                         |
| ------------------------------------ | ------------------------------------ | -------- | -------------------------------- |
| Краљевска вила (данас клуб „Кастел”) | Краљевска вила (данас клуб „Кастел”) | 1926.    | центар летовалишта               |
| Комплекс казина                      | Централни павиљон, ресторан          | 1934.    | центар летовалишта               |
| Комплекс казина                      | Бочне јединице са кабинама           | 1934.    | центар летовалишта               |
| Комплекс казина                      | Мост са морским баром                | 1935.    | центар летовалишта               |
| Статуа „На таласима”                 | Статуа „На таласима”                 | 1963.    | унутрашње двориште хотела „Iaki” |
| Монументална уметност „Artele”       | Монументална уметност „Artele”       | 1962.    | ресторан хотела „Central”        |
| Статуа „Девојка на мору”             | Статуа „Девојка на мору”             | 1961.    | хотел „Central”                  |
| Статуа „Сирена и делфин”             | Статуа „Сирена и делфин”             | 1961.    | хотел „Doina”                    |
| Статуа „У сунце”                     | Статуа „У сунце”                     | 1962.    | хотел „Dacia Sud”                |
| Група статуа „Самопоуздање”          | Група статуа „Самопоуздање”          | 1963.    | хотелски комплекс „Victoria”     |
| Статуа „Свитање”                     | Статуа „Свитање”                     | 1961.    | хотел „Pelican”                  |
| Група статуа „Материнство”           | Група статуа „Материнство”           | 1956.    | хотел „Select”                   |
| Статуа „Локвањ”                      | Статуа „Локвањ”                      | 1966.    | хотел „Sulina”                   |
| Статуа „Тенисерка”                   | Статуа „Тенисерка”                   | 1961.    | хотел „Tomis”                    |
| Статуа „Девојка са срном”            | Статуа „Девојка са срном”            | 1964.    | биоскоп „Albatros”               |
| Статуа „Девица са јабуком”           | Статуа „Девица са јабуком”           | 1943.    | хотел „Casino”                   |
| Група статуа „Новорођенче”           | Група статуа „Новорођенче”           | 1958.    | хотел „Rex”                      |
| Биста Овидија                        | Биста Овидија                        | 1958.    | хотел „Ovidiu”                   |
| Група статуа „Пролеће”               | Група статуа „Пролеће”               | 1964.    | хотел „Ovidiu”                   |

## Демографија
| Година       | 2002 | 2011 | 2021 |
| ------------ | ---- | ---- | ---- |
| Становништво | 7    | 132  | 441  |

Према попису из 2021. године у насељу је живео 441 становник што је за 309 више (+70,07%) у односу на 2011. када је на попису било само 132 становника.
Према подацима из 2002. године, свих 7 становника Мамаје били су румунске националности.
| Етнички састав према попису из 2002.‍ | Етнички састав према попису из 2002.‍ | Етнички састав према попису из 2002.‍ | Етнички састав према попису из 2002.‍ | Етнички састав према попису из 2002.‍ |
| ------------------------------------ | ------------------------------------ | ------------------------------------ | ------------------------------------ | ------------------------------------ |
|                                      |                                      |                                      |                                      |                                      |
| Румуни                               | Румуни                               |                                      | 7                                    | 100%                                 |

## Галерија
- Свитање над Црним морем
- Плажа у Мамаји
- Краљевска вила
- Поглед на обалу
- Хотел Рекс (Rex)
- Аква парк
- Плажа на крају сезоне
- Хотел Аурора
- Аква парк и гондола
- Залазак сунца на Сијутгиолу
- Казино у Мамаји
- Шкољке на плажи
- Понтон
- Фестивал у Мамаји
- Панорамски точак
- Шеталиште